# معبد النار نطنز
معبد النار نطنز (بالفارسية: آتشکده نطنز) هو معبد نار تاريخي يعود إلى عصر الساسانيين، ويقع في نطنز.